# Weinbau in Israel

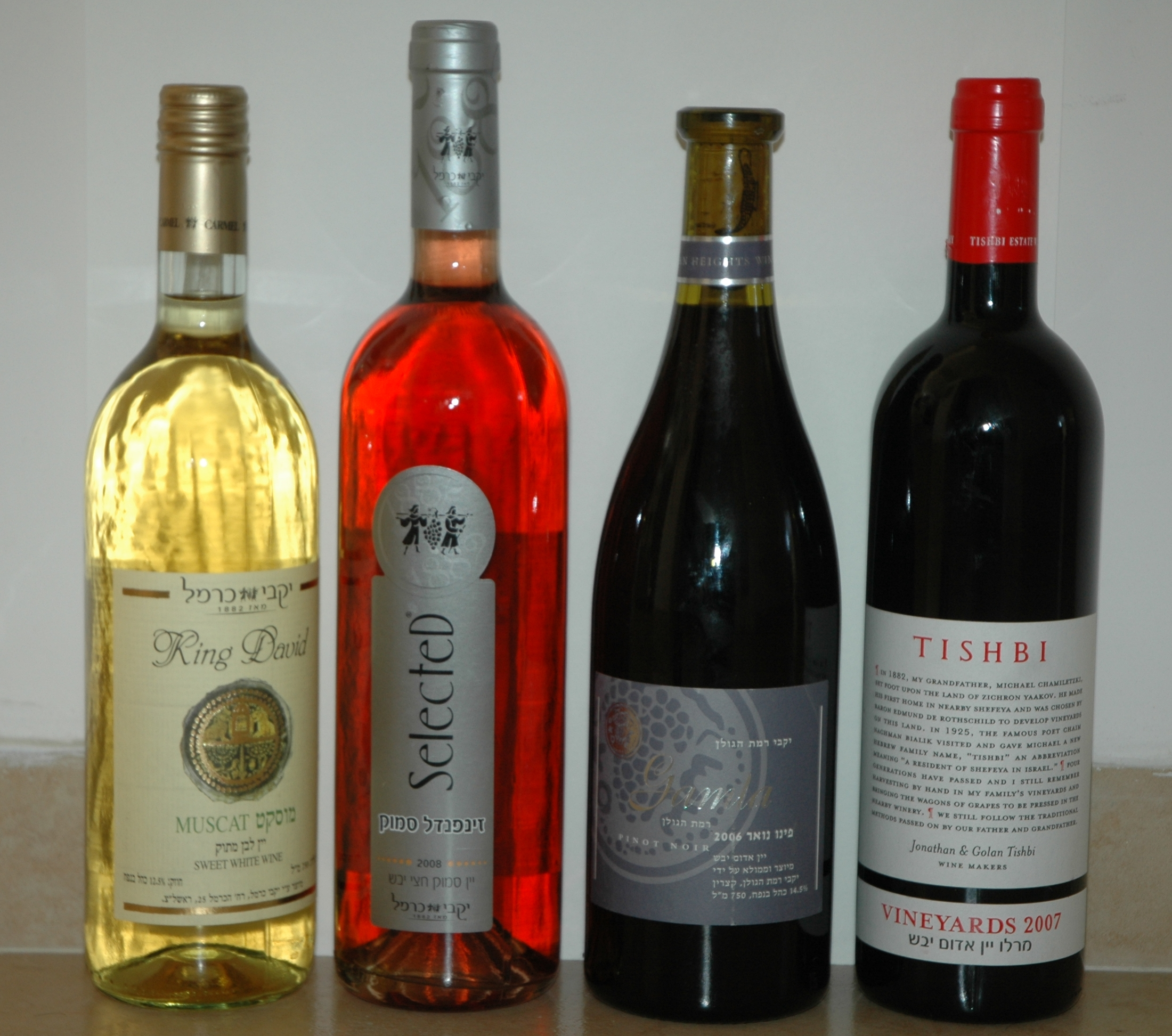
Israelischer Wein

Der Weinbau in Israel lässt sich bis in die biblischen Zeiten zurückverfolgen.

## Antike
Die Geschichte des Weinbaus in Israel reicht bis in die Antike zurück; auch unter muslimischer Herrschaft kam die Weinproduktion nicht völlig zum Erliegen. Während der byzantinischen Herrschaft davor kamen aus der Region einige sehr begehrte Weine.

## Seit dem 19. Jahrhundert
Seit dem Ende des 19. Jahrhunderts wird wieder vermehrt Wein hergestellt. Der moderne israelische Weinbau wurde maßgeblich von Baron Edmond James de Rothschild, dem ehemaligen Mitbesitzer des berühmten bordelaiser Weingut Château Lafite-Rothschild beeinflusst.

## Anbaugebiete
Im modernen Staat Israel wird Wein auf einer Rebfläche von 5.000 Hektar angebaut (Stand 2000). Wichtige Anbaugebiete sind Bet Schemesch am Übergang von der hügeligen Schfelah zum Judäischem Bergland, wo der Weinbau weit zurückreicht, das Karmelgebirge um die Stadt Sichron Jaʿaqov, die Golanhöhen und die Wüste Negev. Weitere Weinanbaugebiete sind Cremisan im Judäischen Bergland oder Hebron, Hochland von Hebron.
Angebaut werden hauptsächlich die roten Sorten Pinot noir (Spätburgunder), Merlot, Cabernet Sauvignon und die eigene Neuzüchtung Argaman. Im kleineren Umfang werden auch die weißen Sorten Chardonnay, Sauvignon Blanc, Emerald Riesling angebaut. Die Reben werden in der Regel künstlich bewässert.
Mittlerweile produzieren einige hundert Weingüter Weine, die auch in bescheidenem Maß exportiert werden. Der Export generiert jährlich ca. 22 Millionen Dollar Deviseneinnahmen.
Auf Grund einer Entscheidung des  Europäischen Gerichtshofes dürfen Weine aus den sogenannten besetzten Gebieten nicht mehr als Made in Israel bezeichnet werden.

## Erzeuger
Größter Weinerzeuger des Landes war 2012 die Carmel-Weinkellereien in Sichron Jaʿaqov, zweitgrößter die Barkan Wine Cellars in Mitzpe Ramon in der Wüste Negev (eine Tochter der Brauerei Tempo). An dritter Stelle war die Golan Heights Winery in Katzrin auf den Golanhöhen.

## Jüdisches Speisegesetz
Israel ist Hauptlieferant für koscheren Wein weltweit. Kennzeichen für koscheren Wein sind beispielsweise: Die Trauben werden erst ab dem vierten Jahr geerntet, die Erntegeräte werden unter Aufsicht eines Rabbiners gesäubert und ein kleiner Teil des Weines muss verschenkt werden.